# Sørkjosen
Sørkjosen este o localitate din comuna Nordreisa, provincia Troms, Norvegia, cu o suprafață de 0,79 km² și o populație de 856 locuitori (2013).